# Festuca summilusitana
Festuca summilusitana är en gräsart som beskrevs av João Manuel Antonio do Amaral Franco och Rocha Afonso. Festuca summilusitana ingår i släktet svinglar, och familjen gräs. IUCN kategoriserar arten globalt som livskraftig. Inga underarter finns listade i Catalogue of Life.